# Sydney Cricket Ground
O Sydney Cricket Ground é um estádio localizado em Sydney, no estado de Nova Gales do Sul, na Austrália, possui capacidade para 48.000 pessoas, foi inaugurado em 1848, sendo um dos mais antigos do país, sendo o principal estádio da cidade até a construção do Estádio Olímpico de Sydney, em 2000. Recebe principalmente jogos de rugby union, rugby league, críquete, futebol e futebol australiano.